# Belica, Dobrova - Polhov Gradec
Belica je naselje v Občini Dobrova-Polhov Gradec.